# Mohamed Magdy
Mohamed Magdy (Guiza, 6 de marzo de 1996), también conocido como Afsha, es un futbolista egipcio que juega en la demarcación de centrocampista para el Al-Ahly de la Premier League de Egipto.

## Selección nacional
Hizo su debut con la selección de fútbol de Egipto en un partido amistoso contra Grecia que finalizó con un resultado de 0-1 a favor del combinado griego tras el gol de Nikos Karelis.

## Clubes
| Club                | País   | Año       | Partidos | Goles |
| ------------------- | ------ | --------- | -------- | ----- |
| ENPPI SC            | Egipto | 2013-2014 | 15       | 0     |
| El Raja SC (cedido) | Egipto | 2014-2015 | 18       | 2     |
| ENPPI SC            | Egipto | 2015-2018 | 55       | 10    |
| Pyramids FC         | Egipto | 2018-2019 | 24       | 6     |
| Al-Ahly             | Egipto | 2019-     | 222      | 38    |